# 田纳西大学查塔努加分校
田纳西大学查塔努加分校 （英语：University of Tennessee at Chattanooga；简称：UT-Chattanooga、 UTC、或 Chattanooga），是一所位于美国田纳西州查塔努加的全国性公立大学。该校与另外三所大学以及两座学术机构同为田纳西大学系统的一部分。

## 简介
田纳西大学查塔努加分校始建于1886年，建立之初称为查塔努加私立大学(Chattanooga University)，1889年后称为格兰特学院(U.S. Grant Memorial University, Chattanooga campus)，学校于1907年改名为查塔努加大学(University of Chattanooga)，并于1969年与锡安学院(Zion College)合并，形成了田纳西大学查塔努加校区，并加入田纳西大学系统。学校为在校学生提供本科、硕士、博士学位，同时还有远程教育课程和个人职业发展项目。
田纳西大学查塔努加分校设有本科专业140余个，专业方向50余个，其中优势专业为工程设计（Engineering）、护理（Nursing）、英语语言研究（English Studies）、化学（Chemistry）、物理（Physics）、会计（Accounting）、心理学（Psychology）、音乐（Music）、以及教育学（Education）。其中王牌专业为商科（Business），该专业排名在全美名列前茅。此外，查塔努加分校还开设了100多个研究生专业和专业方向， 其中工业结构组织心理学（Industrial and Organizational Psychology）是一大特色。

## 相关学校
- 田纳西大学（University of Tennessee, Knoxville）
- 田纳西大学卫生与人文科学学院（University of Tennessee Health Science Center）